# Kachuvinahalli, Hunsur
Kachuvinahalli là một làng thuộc tehsil Hunsur, huyện Mysore, bang Karnataka, Ấn Độ.